# Beek (Montferland)
Beek (Nederfrankisch: Bea:k) is een dorpskern in de gemeente Montferland (in de voormalige gemeente Bergh) in de provincie Gelderland. Ten zuiden van de dorpskern ligt de landsgrens met Duitsland.
Het kerkdorp aan de rand van het Montferland en het Bergherbos is van overwegend katholieke signatuur. Beek telt ongeveer 2500 inwoners. Het dorp heeft een rijk verenigingsleven met onder andere een voetbalvereniging (RKSV 't Peeske), een carnavalsvereniging, een schutterij, een harmonie, een rijvereniging, spokentochtvereniging en een turnvereniging. Ook heeft Beek een aantal winkels waaronder een supermarkt, een meubelwinkel en een fietsenmaker. Er bevinden zich ook meerdere cafetaria’s en een eetcafé. 

## Liemers of Achterhoek
Historisch ligt Beek in de streek de Liemers. De indeling van Beek bij de Achterhoek is omstreden. Dit gebied kent geen duidelijke afbakening langs het westelijke gedeelte. Hoewel de ten zuidwesten van de Achterhoek gelegen streek De Liemers als aparte streek wordt onderscheiden, neemt de gemeente Montferland wel deel in de Regio Achterhoek. De gemeente heeft zich ook aangesloten bij het toeristisch samenwerkingsverband van de Achterhoek, de Stichting Achterhoek-Toerisme. Over de in Montferland geplaatste 'Welkom in de Achterhoek'-borden van deze stichting ontstond in 2015 commotie.

## De Duitse grens
Ten zuiden van Beek bevinden zich een aantal grensovergangen:
- Grensovergang Bergh Autoweg. Deze grensovergang is gelegen op de A12 vanaf Arnhem richting het Duitse Ruhrgebied. Hoewel deze grensovergang vroeger in de voormalige gemeente Bergh lag, ligt deze grensovergang nu in de gemeente Zevenaar.
- Grensovergang de Boterweg. Deze voor fietsers en voetgangers toegankelijke grensovergang ligt in de bossen tussen Stokkum en Beek en komt uit bij een onderdoorgang aan de autoweg A3.
- Grensovergang Beek / Elten. Deze grensovergang ligt tussen de kerkdorpen Beek en Elten.
- Grensovergang de Zuidermarkweg. Deze grensovergang ligt westelijk van de grensovergang Beek / Elten en is alleen voor fietsers en voetgangers toegankelijk.

## Bezienswaardigheden
- Juist ten westen van Beek ligt het landgoed de Byvanck
- Hagelkruis Beek
- Heilig Hartbeeld
- Sint-Martinuskerk
- Uitspanning 't Peeske

## Afbeeldingen

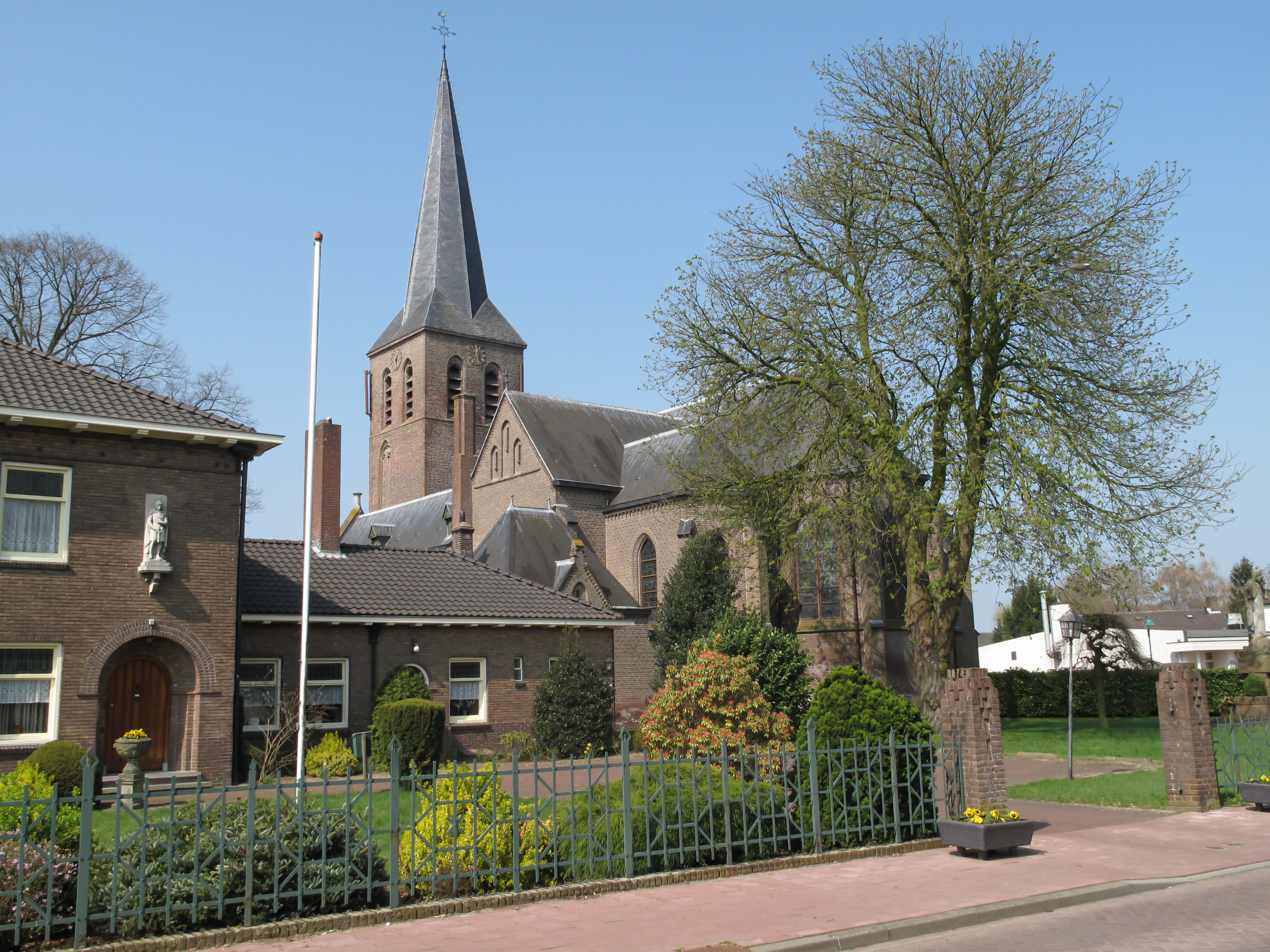
Sint-Martinuskerk
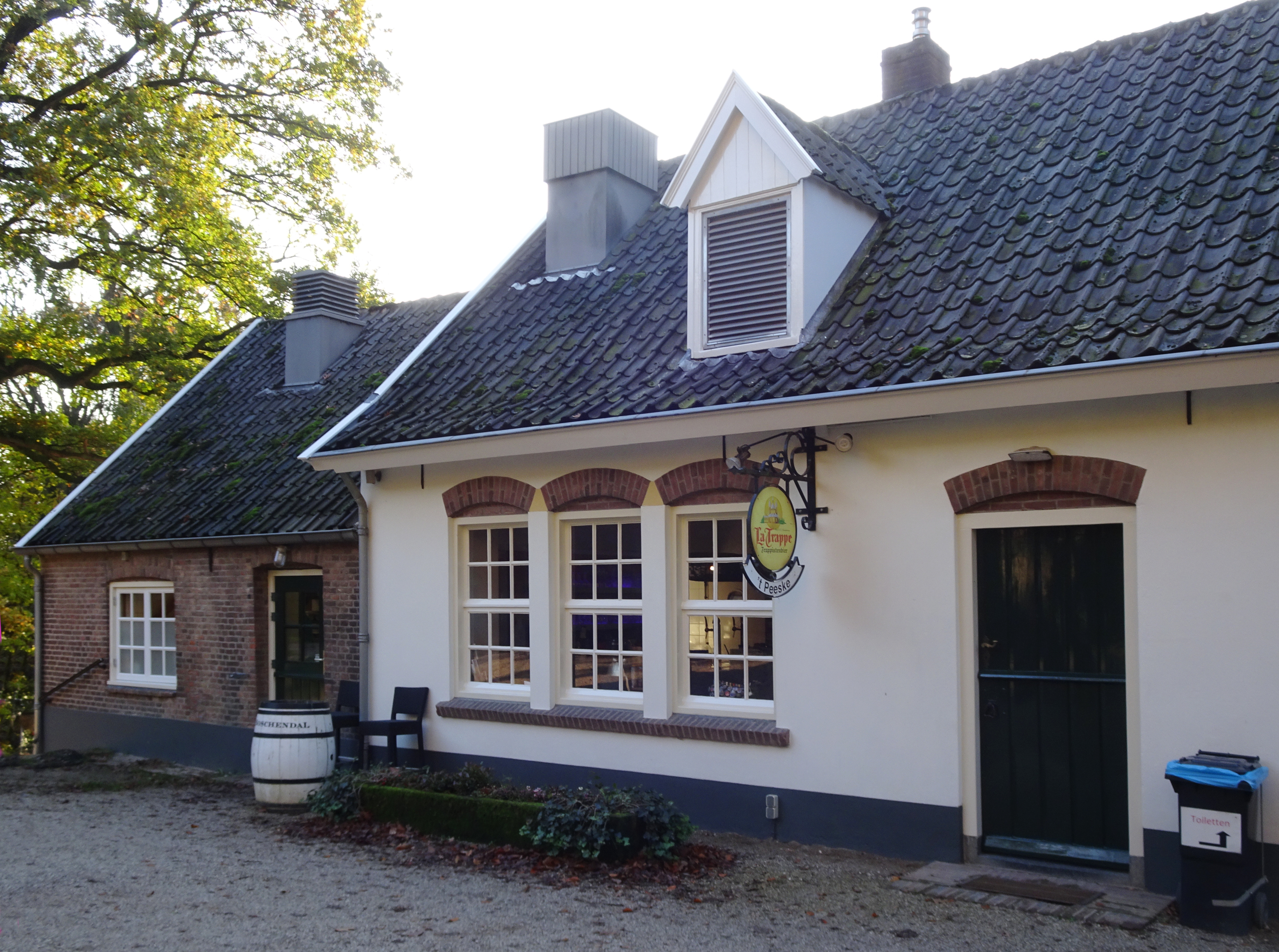
Uitspanning 't Peeske
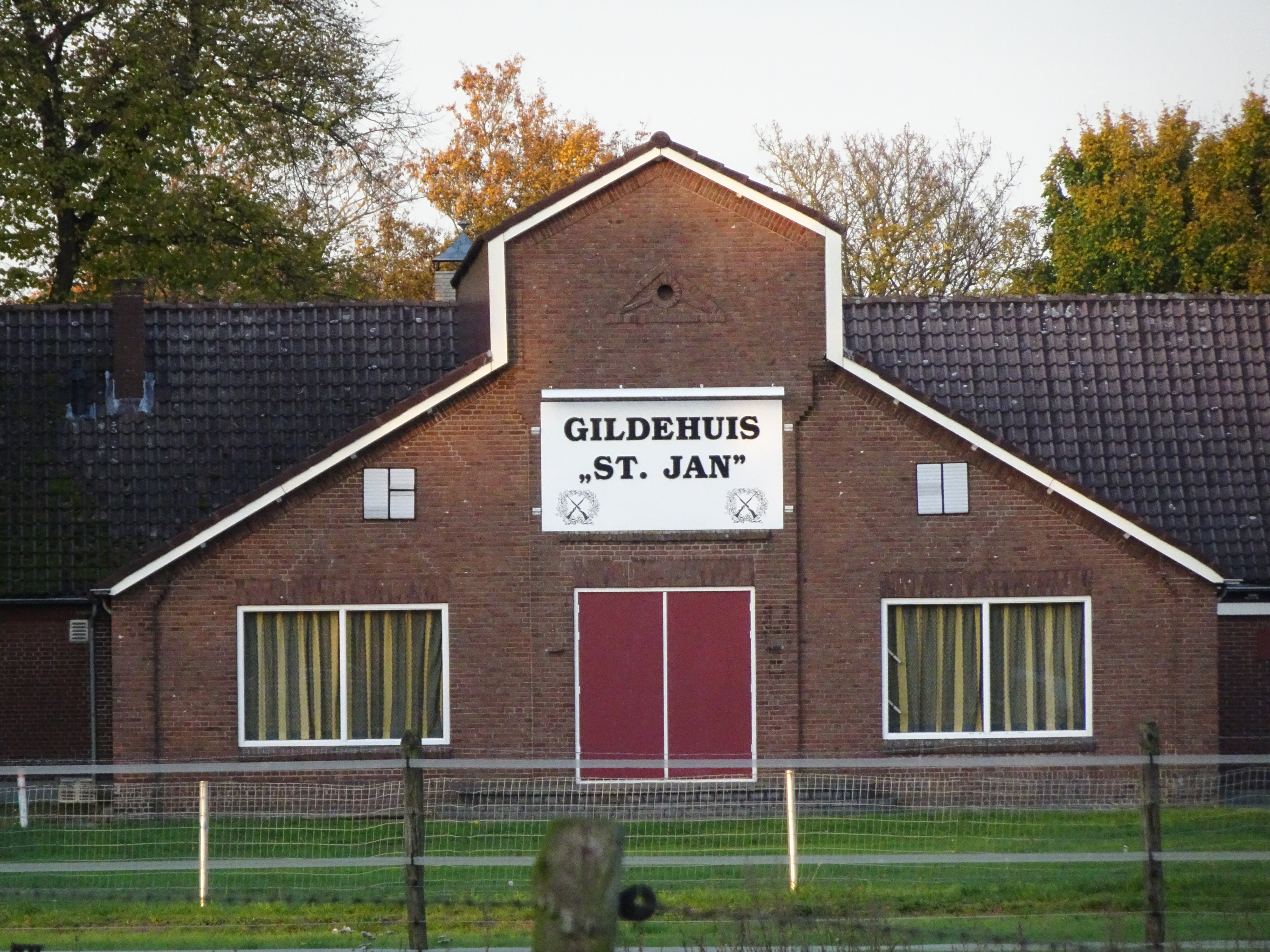
Gildehuis St. Jan